# Brian Brohm
 (septembre 2022).
Pour les articles homonymes, voir Brohm.
(en) Statistiques sur pro-football-reference
Brian Joseph Brohm, né le 23 septembre 1985 à Louisville (Kentucky), est un joueur américain de football américain. Il fut le quarterback des Cardinals de Louisville de l'université de Louisville, dans la Big East Conference. Il mesure 1,93 m pour 102 kg. Quarterback de Louisville Trinity High School, Brohm a été nommé joueur offensif de la Big East en 2005. L'année suivante, il conduit les Cardinals au Toyota Gator Bowl 2006 puis à la victoire à l'Orange Bowl  2007, dont il est élu meilleur joueur.

## Lycée professionnel
En réussissant près de 20579 yards et 119 touchdowns au cours de sa carrière de préparation, Brohm conduit les Trinity Shamrocks au titre de champion du Kentucky en 2001, 2002 et 2003. Il a fait la couverture de Sports Illustrated le 18 novembre 2002 alors qu'il était junior au lycée. Brohm a été nommé Kentucky Mr Football 2003 et a été le Gatorade Player 2003. Brohm a été nommé parmi les cinq meilleurs quarterbacks en Amérique par Rivals.com et a été sélectionné pour participer au 2004 US Army All-American Game à San Antonio.
Brohm a également joué au baseball et au basket-ball pour les Shamrocks, contribuant ainsi au premier titre régional remporté par l'équipe de basket-ball et à l'accession en finale de son équipe au championnat de baseball.

## Carrière universitaire
Brohm avait annoncé sa décision de rentrer à l'université de Louisville le 20 janvier 2004, malgré les offres de bourses des universités du Kentucky, Notre Dame, Tennessee, Alabama, Nebraska, Purdue, Illinois et autres, Brohm est rentré à Louisville à la rentrée 2004 et entrait immédiatement en concurrence avec le quarterback Stefan LeFors au sein des Cardinals de Louisville.
Pour sa première saison, Brohm a été désigné meilleur nouveau joueur de la conférence, bien qu'il n'ai pas été titulaire une seule fois. Brohm a réussi 66 des 98 passes tentées pour 819 yards et six touchdowns. Après être entré en jeu au moins une fois par match, Brohm suit les traces de son père, Oscar, et de son frère, Jeff, en devenant le quarterback titulaire de l'université de Louisville en 2005. Son frère, Greg, a également joué à Louisville au poste de wide receiver.
En 2005, Brohm passait 2883 yards et marque 19 touchdowns avant de se blesser au genou contre Syracuse le 25 novembre. Il manquait la fin de la saison, dont le Gator Bowl 2006 perdu face à Virginia Tech.
Brohm s'était blessé au pouce lors de la victoire de Louisville sur Miami le 16 septembre 2006. Il était absent un mois et était de retour pour participer à la victoire de Louisville le 14 octobre 2006 contre Cincinnati. Il avait été remplacé entre-temps par Hunter Cantwell. Avant sa blessure, Brohm était l'un des deux candidats de Louisville pour le trophée Heisman 2006, avec le running back Michael Bush. Les deux joueurs, nés et élevés à Louisville, sont surnommés « The Derby City Duo. »
En 2007, les Cardinals de Louisville remportaient l'Orange Bowl. Brohm fut élu MVP en réussissant 24 des 34 passes tentées pour 311 yards, le troisième score dans l'histoire de l'Orange Bowl. Il est considéré comme l'un des meilleurs quarterbacks universitaires de la saison, selon Rivals.com

## Avenir
Bien que le magazine Sporting News l'ait classé parmi les futurs vedettes de la draft NFL 2007 et que de nombreux autres experts lui avaient prédit une sélection au premier tour, Brohm annonçait, le 15 janvier 2007, après une longue période de spéculation, qu'il resterait à l'Université de Louisville pour son année.
Après l'Orange Bowl 2007, il avait déclaré que « pour l'instant, l'idée de revenir et d'essayer de gagner un titre national semble très attrayante. » Presque tous les analystes estimaient que Brohm avait le talent pour jouer en NFL mais étaient en désaccord à propos de son projet de carrière et spéculent sur ses saisons en sénior. À la suite de l'annonce de son ancien entraîneur Bobby Petrino - actuel premier entraîneur des Falcons d'Atlanta, certaines rumeurs l'ont annoncé dans le club géorgien.
La perspective de voir des quarterbacks ayant le même style de jeu que Brohm pour la drat 2008 (comme Andre Woodson, Chad Henne, John David Booty...) a aussi été avancé pour voir Brohm participer à la draft 2007.
Toutefois, Brohm a finalement décidé de ne pas jouer en NFL, refusant ainsi un niveau de jeu supérieur et des contrats qui auraient pu lui rapporter des millions de dollars, et a choisi de jouer avec les Cardinals pour essayer de remporter un championnat national. ESPN classe Brohm comme numéro 1 pour la draft 2008, considérant que son « bras, sa grande taille, sa libération de balle rapide, [et] son toucher expert » l'aident à se démarquer.